# Lustrochernes concinnus
Espèce
Lustrochernes concinnus est une espèce de pseudoscorpions de la famille des Chernetidae.

## Distribution
Cette espèce est endémique du Venezuela.

## Publication originale
- Hoff, 1947 : Two new pseudoscorpions of the subfamily Lamprochernetinae from Venezuela. Zoologica, New York, vol. 32, p. 61-64.